# Striving Vines
Striving Vines er et pop/rock-band fra Danmark. Gruppen har udgivet to studiealbum, Can't win them all (2010) og Obstacles (2014).
Striving Vines opnåede en finaleplads i 2008 udgaven af Live Contest og blev for alvor kendt, da de vandt en konkurrence som opvarmningsband ved Kashmirs turné i 2010.

## Medlemmer
- Jonas Harsløf Møller - sang, guitar, keyboards
- Michael Noe - Guitar
- Jacob Haubjerg - Bas, keyboards, guitar
- Jens Bach Laursen - Keyboards, trommer
- Aske Bode - Keyboards

## Diskografi
- Can't win them all (2010)
- Obstacles (2014)